# Эммануэль (фильм, 1974)
«Эммануэ́ль» (фр. Emmanuelle) — французский эротический фильм, снятый в 1974 году режиссёром Жюстом Жакеном, экранизация романа Эммануэль Арсан «Эммануэль».

## Сюжет
Фильм описывает сексуальные похождения главной героини — красивой молодой француженки Эммануэль. Она вместе с мужем Жаном, сотрудником посольства, живёт в Бангкоке. Весь дипломатический корпус изнывает от скуки, и потому в нём царят весьма развратные нравы. Жан, который несколько старше Эммануэль, не только не запрещает ей случайные половые связи, но и всячески поощряет их, считая, что они способствуют большей раскрепощённости Эммануэль в сексе.
За очень короткий срок Эммануэль успевает испробовать то, что никогда до этого не пробовала: случайные связи с первым встречным, лесбийскую любовь и так далее.
Вскоре за «воспитание» Эммануэль берётся уже немолодой мужчина — Марио. Связь с ним очень сильно повлияла на отношение Эммануэль к сексу. Марио излагает свою философию эротики, согласно которой настоящая свобода приходит только тогда, когда секс отделён от любви. Он предлагает взять Эммануэль в путешествие, которое продемонстрирует это. Вместе они погружаются в закоулки Бангкока. История заканчивается тем, что Эммануэль сидит перед зеркалом и наносит макияж, надеясь, что, следуя инструкциям Марио, она достигнет более высоких уровней удовольствия, которые он обещал.

## В ролях
- Сильвия Кристель — Эммануэль Готье
- Ален Кюни — Марио
- Марика Грин — Би
- Даниэль Сарки — Жан Готье
- Жанна Коллетен — Ариана
- Кристин Буассон[англ.] — Мари-Анж, соседка Эммануэль и Жана

## Культурное влияние и цензура
Фильм «Эммануэль» принадлежит к классике европейского и мирового эротического кино. Картина имеет большое значение для истории кинематографа, поскольку задала тон последующим фильмам этого жанра.
Фильм рекламировали больше года, в каждом кинотеатре он шёл по несколько лет. Впрочем, несмотря на такую популярность, фильм был запрещён прежним президентом Франции Жоржем Помпиду. Лишь с приходом к власти его преемника, Валери Жискар д’Эстена (его любовницей была исполнительница главной роли Сильвия Кристель), картина вышла в прокат. В США Ассоциация контроля над соблюдением правил производства кинопродукции присудила фильму код «X», что позволяло показывать его лишь в специальных и частных кинотеатрах.
В оригинале длительность фильма составляет 105 минут.
Песня из фильма, написанная Пьером Башле (в соавторстве с Эрве Руа), стала мировым хитом.